# Белоцерковский, Борис Ефимович
Борис Ефимович Белоцерковский (1922—2007) — советский и российский учёный и военный, доктор технических наук (1974), профессор (1983), Почетный академик Российской академии космонавтики имени К. Э. Циолковского (1993), полковник запаса войск ПВО.
Один из основоположников создания сверхточных оптико-электронных автоматизированных средств обнаружения дальних околоземных космических объектов.

## Биография
Родился 16 апреля 1922 года в посёлке Сатанов, ныне Городокского района Хмельницкой области Украины.
Был участником Великой Отечественной войны. Начал военную службу рядовым, воевал на Юго-Западном, Воронежском, Сталинградском, 1-м Украинском и Юго-Западном фронтах. После окончания войны, в 1951 году окончил баллистический факультет Артиллерийской академии им. Ф. Э. Дзержинского (ныне Михайловская военная артиллерийская академия).
С 1951 по 1956 год служил на полигоне Капустин Яр (старший офицер, старший инженер); с 1956 по 1964 год служил в 4-м Главном управлении Министерства обороны (старший инженер, заместитель начальника отдела, начальник отдела). С 1964 по 1973 год находился на службе в ЦНИИ-45, где был заместителем начальника управления Системы контроля космического пространства. В 1973—1974 годах работал во ВНИИ оргтехники Министерства приборостроения СССР в должности начальника отдела.
С 1974 по 1979 год Белоцерковский работал начальником сектора НИИ электронной и ионной оптики Министерства оборонной промышленности СССР. В 1979—1996 годах являлся начальником сектора, затем ведущим научным сотрудником НИИ радиофизики имени А. А. Расплетина Министерства радиопромышленности СССР.
Был уволен в запас в 1973 году. Умер 12 апреля 2007 года в Москве. Был похоронен на Троекуровском кладбище города (участок 7а). Жена — Белоцерковская Зоя Александровна, Заслуженная артистка Российской Федерации.

## Заслуги
- Ветеран Вооруженных Сил СССР, ветеран войск ПВО, ветеран подразделений особого риска Российской Федерации[3].
- Был награждён орденами Отечественной войны 2-й и 1-й степеней, двумя орденами Красной Звезды, а также медалями, среди которых «За боевые заслуги», «За оборону Сталинграда», «За победу над Германией в Великой Отечественной войне 1941—1945 гг.».